# Lubiaż (jezioro)
Lubiaż (Lubiaź), ukr. Люб'язь – jezioro na północnym zachodzie Ukrainy, na rzece Prypeć. 
Położona jest nad nim wieś Lubiaż. Wpada do niego też rzeczka Korostynka. W okresie międzywojennym znajdowało się w granicach Polski.